# 维维恩·罗纳
维维恩·罗纳（Vivienne Rohner，1998年—） 是一位瑞士时尚模特，她為香奈儿代言。

## 早年生活
罗纳生于瑞士苏黎世，其母为俄罗斯人，其父则有阿根廷和瑞士血统。罗纳曾回忆说自己小时候是个假小子，喜爱汽车，并不爱当模特。但在母亲的建议下，她参加了2013年的精英模特大赛（Elite Model Look）。罗纳会说包括德语、英语、俄语以及法语在内的5种语言。她名字中的“Vivienne”取自英国时装设计师薇薇安·魏斯伍德的名字。

## 职业
尽管罗纳首次参赛并未能取胜，但她还是赢得了经纪公司的关注。15岁时，她身高突增14厘米，不久后她就开始为香奈儿代言。
罗纳上過models.com网站的“前50”模特榜单。罗纳登上过《Vogue墨西哥》的2021年三月刊的封面。她還登上过《Vogue荷兰》的封面。